# Guido Thys
Guido Thys is een Belgische filmregisseur en vooral bekend van de kortfilm Tanghi Argentini die werd genomineerd voor een Oscar in 2008.

## Filmografie
- Slisse & Cesar, (1996), tv-serie
- Spoed, (2000), tv-serie
- Mon, (2001), kortfilm
- Tanghi Argentini, (2006), kortfilm met Oscarnominatie en 37 andere prijzen en nominaties.
- Emma, (2007), tv-serie

## Erkentelijkheden
- Beste Belgische kortfilm op het Internationaal filmfestival van Vlaanderen-Gent in 2006 voor "Tanghi argentini".
- Bafta LA Award for Excellence voor "Tanghi argentini" (2006).
- Special Recognition voor "Tanghi argentini". (2006).
- The Ellen – Distinctive Achievement voor "Tanghi argentini". (2006).
- Mediatheques Award in 2006 voor "Tanghi argentini".
- Fernand Raynaud Award in 2006 voor "Tanghi argentini".
- Prijs van het publiek op het Geneva Cinéma Tout Ecran in 2007 voor "Tanghi argentini".
- De Audience Award op het Tabor Film Festival in 2007 voor "Tanghi argentini".
- De Best Short Award op het St. Louis International Film Festival in 2007 voor "Tanghi argentini".
- prijs van het publiek op het Alcalá de Henares Short Film Festival in 2007 voor "Tanghi argentini".
- Prijs van het publiek op het Almería International Short Film Festival in 2007 voor "Tanghi argentini".
- Bijzondere vermelding op het Aix-en-Provence International Short Film Festival in 2007 voor "Tanghi argentini".
- Prijs van het publiek op het Aspen Shortsfest in 2007 voor "Tanghi argentini"
- Prijs van het publiek op het Clermont-Ferrand International Short Film Festival in 2007 voor "Tanghi argentini".
- Beste film op het Cittadella del Corto in 2007 voor "Tanghi argentini".
- Beste kortfilm op het Bumbershoot 1 Reel Film Festival in 2007 voor "Tanghi argentini".
- De Grand Prize voor Beste Kortfilm op Rhode Island International Film Festival in 2007 voor "Tanghi argentini".
- Best Foreign Film op het L.A. Shorts Fest in 2007 voor "Tanghi argentini".
- Bijzondere Vermelding op het RiverRun International Film Festival in 2008 voor "Tanghi argentini".
- BIFF award op het Boulder International Film Festival in 2008 voor "Tanghi argentini".
- Prijs van het publiek op het Portland International Film Festival in 2008 voor "Tanghi argentini".
- Prijs van het publiek op het Florida Film Festival in 2008 voor "Tanghi argentini".
- Nominatie voor een Oscar voor Beste Korte speelfilm in 2008 voor "Tanghi argentini".
- Best cimematic award op het Byron Bay Film Festival in 2008 voor "Tanghi argentini".
- Best short film award op het Byron Bay Film Festival in 2008 voor "Tanghi argentini".
- Prijs van de jury op het European Festival of Shorts of Bordeaux in 2008 voor "Tanghi argentini".
- Winnaar van de Munich IInternational short film festival in 2008.